# Macrobrachium platycheles
Macrobrachium platycheles är en kräftdjursart som beskrevs av Ou och Peter Frederick Yeo 1995. Macrobrachium platycheles ingår i släktet Macrobrachium och familjen Palaemonidae. Inga underarter finns listade i Catalogue of Life.